# 11782 Ніколайіванов
11782 Ніколайіванов (11782 Nikolajivanov) — астероїд головного поясу, відкритий 8 жовтня 1969 року.
Тіссеранів параметр щодо Юпітера — 3,497.